# Ústí nad Orlicí
Ústí nad Orlicí (in tedesco Wildenschwert, in polacco Uście nad Orlicą) è una città della Repubblica Ceca, capoluogo del distretto omonimo, nella regione di Pardubice.
In questa città nel 1928 è nata la fotografa surrealista Emila Medková.